# Naives-en-Blois
Naives-en-Blois é uma comuna francesa na região administrativa de Grande Leste, no departamento de Meuse. Estende-se por uma área de 15,7 km². Em 2010 a comuna tinha 156 habitantes (densidade: 9,9 hab./km²).